# Magyarország az 1978-as úszó-világbajnokságon
Magyarország a Nyugat-németországi Nyugat-Berlinben megrendezett 1978-as úszó-világbajnokság egyik részt vevő nemzete volt. Az ország a világbajnokságon 22 sportolóval képviseltette magát, akik összesen 1 ezüst- és 2 bronzérmet szereztek.

## Versenyzők száma
| Sportág, szakág | Magyar résztvevő | Magyar résztvevő | Magyar résztvevő |
| Sportág, szakág | Férfi            | Nő               | Össz.            |
| Úszás           | 8                | 2                | 10               |
| Műugrás         | 0                | 1                | 1                |
| Szinkronúszás   | –                | 0                | 0                |
| Vízilabda       | 11               | –                | 11               |
|                 |                  |                  |                  |
| Összesen        | 19               | 3                | 22               |

## Érmesek
| Érem      | Versenyző                         | Versenyszám | Versenyszám           | Dátum         |
| --------- | --------------------------------- | ----------- | --------------------- | ------------- |
| Ezüstérem | Magyar férfi vízilabda-válogatott | vízilabda   | férfi vízilabda       | augusztus 27. |
| Bronzérem | Hargitay András                   | úszás       | 400 m-es vegyes úszás | augusztus 22. |
| Bronzérem | Verrasztó Zoltán                  | úszás       | 200 m-es hát úszás    | augusztus 23. |

## Úszás
Férfi
| Versenyző                                              | Versenyszám            | Előfutam | Előfutam | Előfutam | Döntő    | Döntő     |
| Versenyző                                              | Versenyszám            | Idő      | Hely.    | Össz.    | Idő      | Helyezés  |
| ------------------------------------------------------ | ---------------------- | -------- | -------- | -------- | -------- | --------- |
| Hargitay András                                        | 200 m vegyes úszás     | 2:09,22  | ?.       | 9.       | kiesett  | kiesett   |
| Hargitay András                                        | 400 m vegyes úszás     | 4:27,29  | ?.       | ?.       | 4:27,04  | Bronzérem |
| Mikola Tamás                                           | 100 m pillangóúszás    | 58,79    | ?.       | 27.      | kiesett  | kiesett   |
| Mikola Tamás                                           | 200 m pillangóúszás    | 2:03,67  | ?.       | 10.      | kiesett  | kiesett   |
| Nagy Sándor                                            | 400 m gyorsúszás       | 3:57,83  | ?.       | ?.       | 3:56,29  | 5.        |
| Nagy Sándor                                            | 1500 m gyorsúszás      | 15:42,58 | ?.       | 10.      | kiesett  | kiesett   |
| Sós Csaba                                              | 400 m vegyes úszás     | 4:29,84  | ?.       | ?.       | 4:28,95  | 5.        |
| Vermes Albán                                           | 100 m mellúszás        | 1:07,05  | ?.       | 20.      | kiesett  | kiesett   |
| Vermes Albán                                           | 200 m mellúszás        | 2:22,06  | ?.       | ?.       | 2:20,81  | 6.        |
| Verrasztó Zoltán                                       | 100 m hátúszás         | 58,83    | ?.       | 9.       | kiesett  | kiesett   |
| Verrasztó Zoltán                                       | 200 m hátúszás         | 2:05,27  | ?.       | ?.       | 2:03,90  | Bronzérem |
| Verrasztó Zoltán                                       | 200 m vegyes úszás     | 2:11,91  | ?.       | 15.      | kiesett  | kiesett   |
| Wladár Sándor                                          | 100 m hátúszás         | 1:01,50  | ?.       | 24.      | kiesett  | kiesett   |
| Wladár Sándor                                          | 200 m hátúszás         | 2:06,42  | ?.       | ?.       | 2:07,32  | 7.        |
| Wladár Zoltán                                          | 400 m gyorsúszás       | 4:00,81  | ?.       | 18.      | kiesett  | kiesett   |
| Wladár Zoltán                                          | 1500 m gyorsúszás      | 15:36,32 | ?.       | ?.       | 15:35,87 | 5.        |
| Verrasztó Zoltán Vermes Albán Mikola Tamás Nagy Sándor | 4 × 100 m vegyes váltó | 3:56,61  | ?.       | 9.       | kiesett  | kiesett   |

Női
| Versenyző           | Versenyszám        | Előfutam | Előfutam | Előfutam | Döntő   | Döntő    |
| Versenyző           | Versenyszám        | Idő      | Hely.    | Össz.    | Idő     | Helyezés |
| ------------------- | ------------------ | -------- | -------- | -------- | ------- | -------- |
| Fodor Ágnes         | 100 m hátúszás     | 1:04,99  | ?.       | 9.       | kiesett | kiesett  |
| Fodor Ágnes         | 200 m hátúszás     | 2:22,58  | ?.       | 16.      | kiesett | kiesett  |
| Fodor Ágnes         | 200 m vegyes úszás | 2:23,74  | ?.       | 14.      | kiesett | kiesett  |
| Verrasztó Gabriella | 100 m hátúszás     | 1:05,02  | ?.       | 10.      | kiesett | kiesett  |
| Verrasztó Gabriella | 200 m hátúszás     | 2:18,56  | ?.       | ?.       | 2:19,63 | 8.       |
| Verrasztó Gabriella | 200 m vegyes úszás | 2:22,44  | ?.       | 12.      | kiesett | kiesett  |

## Műugrás
Női
| Versenyző      | Versenyszám                | Selejtezők | Selejtezők | Döntő   | Döntő   |
| Versenyző      | Versenyszám                | Pont       | Hely       | Pont    | Hely    |
| -------------- | -------------------------- | ---------- | ---------- | ------- | ------- |
| Kelemen Ildikó | Női 3 méteres műugrás      | 365,04     | 9.         | kiesett | kiesett |
| Kelemen Ildikó | Női 10 méteres toronyugrás | 334,11     | 9.         | kiesett | kiesett |

## Vízilabda
A magyar férfi vízilabda-válogatott kerete:
| Magyar nemzeti férfi vízilabdacsapat-játékoskeret | Magyar nemzeti férfi vízilabdacsapat-játékoskeret | Magyar nemzeti férfi vízilabdacsapat-játékoskeret | Magyar nemzeti férfi vízilabdacsapat-játékoskeret |
| #                                                 | Név                                               | Poszt                                             | Kor (1978. augusztus 20. szerint)                 |
| ------------------------------------------------- | ------------------------------------------------- | ------------------------------------------------- | ------------------------------------------------- |
|                                                   | Fekete Szilveszter                                | K                                                 | 1955. június 14. (23 évesen)                      |
|                                                   | Molnár Endre                                      | K                                                 | 1945. július 23. (33 évesen)                      |
|                                                   | Csapó Gábor                                       | M                                                 | 1950. szeptember 20. (27 évesen)                  |
|                                                   | Faragó Tamás                                      | M                                                 | 1952. augusztus 5. (26 évesen)                    |
|                                                   | Gerendás György                                   | M                                                 | 1954. február 23. (24 évesen)                     |
|                                                   | Horkai György                                     | M                                                 | 1954. július 1. (24 évesen)                       |
|                                                   | Kenéz György                                      | M                                                 | 1956. június 23. (22 évesen)                      |
|                                                   | Magas István                                      | M                                                 | 1952. február 22. (26 évesen)                     |
|                                                   | Somossy József                                    | M                                                 | 1956. január 2. (22 évesen)                       |
|                                                   | Sudár Attila                                      | M                                                 | 1954. április 11. (24 évesen)                     |
|                                                   | Szívós István                                     | M                                                 | 1948. április 24. (30 évesen)                     |
| Szövetségi kapitány: Gyarmati Dezső               |                                                   |                                                   |                                                   |

Csoportkör
C csoport
| Csapat        | M | Gy | D | V | G+ | G– | Gk  | P |
| ------------- | - | -- | - | - | -- | -- | --- | - |
| Magyarország  | 3 | 3  | 0 | 0 | 19 | 10 | +9  | 6 |
| Jugoszlávia   | 3 | 2  | 0 | 1 | 18 | 9  | +9  | 4 |
| Görögország   | 3 | 1  | 0 | 2 | 11 | 22 | –11 | 2 |
| Spanyolország | 3 | 0  | 0 | 3 | 14 | 21 | –7  | 0 |

| 1978. augusztus 20. | Magyarország | 6 – 3 | Görögország |  |
| 1978. augusztus 20. |              |       |             |  |
| 1978. augusztus 20. |              |       |             |  |

| 1978. augusztus 20. | Magyarország | 3 – 2 | Jugoszlávia |  |
| 1978. augusztus 20. |              |       |             |  |
| 1978. augusztus 20. |              |       |             |  |

| 1978. augusztus 21. | Magyarország | 10 – 5 | Spanyolország |  |
| 1978. augusztus 21. |              |        |               |  |
| 1978. augusztus 21. |              |        |               |  |

Középdöntő
F csoport
| Csapat       | M | Gy | D | V | G+ | G– | Gk  | P |
| ------------ | - | -- | - | - | -- | -- | --- | - |
| Magyarország | 3 | 2  | 1 | 0 | 20 | 14 | +6  | 5 |
| Jugoszlávia  | 3 | 2  | 0 | 1 | 16 | 9  | +7  | 4 |
| NSZK         | 3 | 1  | 1 | 1 | 18 | 12 | +6  | 3 |
| Bulgária     | 3 | 0  | 0 | 3 | 11 | 30 | –19 | 0 |

| 1978. augusztus 22. | Magyarország | 6 – 6 | NSZK |  |
| 1978. augusztus 22. |              |       |      |  |
| 1978. augusztus 22. |              |       |      |  |

| 1978. augusztus 23. | Magyarország | 11 – 6 | Bulgária |  |
| 1978. augusztus 23. |              |        |          |  |
| 1978. augusztus 23. |              |        |          |  |

Döntő
| Csapat       | M | Gy | D | V | G+ | G– | Gk | P |
| ------------ | - | -- | - | - | -- | -- | -- | - |
| Olaszország  | 3 | 2  | 1 | 0 | 15 | 13 | +2 | 5 |
| Magyarország | 3 | 1  | 2 | 0 | 13 | 11 | +2 | 4 |
| Jugoszlávia  | 3 | 0  | 2 | 1 | 14 | 15 | –1 | 2 |
| Szovjetunió  | 3 | 0  | 1 | 2 | 12 | 15 | –3 | 1 |

| 1978. augusztus 25. | Magyarország | 4 – 4 | Szovjetunió |  |
| 1978. augusztus 25. |              |       |             |  |
| 1978. augusztus 25. |              |       |             |  |

| 1978. augusztus 26. | Magyarország | 5 – 3 | Jugoszlávia |  |
| 1978. augusztus 26. |              |       |             |  |
| 1978. augusztus 26. |              |       |             |  |

| 1978. augusztus 27. | Magyarország | 4 – 4 | Olaszország |  |
| 1978. augusztus 27. |              |       |             |  |
| 1978. augusztus 27. |              |       |             |  |

| Csapat       | Helyezés  |
| ------------ | --------- |
| Magyarország | Ezüstérem |